# Compagnie internationale de navigation aérienne
Compagnie internationale de navigation aérienne (CIDNA) byly francouzské aerolinky vzniklé roku 1920, původně do roku 1925 existující pod názvem Compagnie franco-roumaine de navigation aérienne (CFRNA). Společnost byla zaměřená především na spoje do střední Evropy a začátkem 30. let 20. století představovala jednu ze čtveřice největších francouzských leteckých společností v oblasti osobní přepravy. V roce 1933 se stala jednou ze zakládajících součástí Air France.
Podle vyprávění Paula Moranda začátkem 30. let letoun společnosti CIDNA urazil trasu Paříž–Bukurešť za 20 hodin letu, s mezipřistáními ve Štrasburku, Norimberku, Vídni a Budapešti, a dosáhl neuvěřitelné rychlosti 150 km/h.